# AIMP
AIMP ist ein kostenloses Musik-Abspielprogramm für Microsoft Windows und Android. Es wurde ursprünglich – zunächst ausschließlich für Windows – vom russischen Software-Entwickler Artjom Ismailow geschrieben. Inzwischen hat ein Entwicklerteam, an dem er weiterhin beteiligt ist, die Softwareentwicklung übernommen.
Das Programm zeichnet sich durch hohe Funktionsvielfalt bei geringem Ressourcenverbrauch aus sowie die Fähigkeit, Mediendateien von bis zu 250 MB Größe direkt in den Arbeitsspeicher zu laden, um eine störungsfreie Wiedergabe selbst bei intensivem Multitasking zu garantieren. Zusätzlich bietet es im Gegensatz zu vielen vergleichbaren Audioplayern die Möglichkeit multipler Wiedergabelisten; das bedeutet, dass mehrere Wiedergabelisten zugleich geladen werden können.
Der Name AIMP ist ein Akronym für Artem Izmaylov Media Player. Dieser leitet sich vom Namen des Erstentwicklers ab (kyrillisch Артём Измайлов, in der von ihm selbst verwendeten englischen Transkription Artem Izmaylov).

## Funktionen
Neben den notwendigen Funktionen zum Abspielen verschiedener Musikformate und Audiostreams besitzt AIMP auch Funktionen zur Verwaltung von Musikarchiven, zum Beispiel ein Tagging-Modul und einen Konverter für diverse Audioformate. Die Windows-Version bietet etwas umfangreichere Funktionen an als die Version für Android, beispielsweise kann nur unter Windows der Funktionsumfang durch Plugins erweitert und die Oberfläche, ähnlich der von Winamp, durch Skins im Aussehen geändert werden. AIMP wird gern auch als hervorragende Alternative zu Winamp bezeichnet.
Für die Verarbeitung der meisten Audioformate wird die von XMPlay stammende BASS-Bibliothek verwendet. Eine Unterstützung für Videodateien und -streams bietet AIMP nicht. (Anmerkung 1)
Windows-Version
Seit Version 4.02 wird mindestens Windows Vista vorausgesetzt. Die letzte Version für Windows XP war v3.60.1503.
- Unterstützte Audiocodecs/Dateitypen:
  - CDA (Abspielen von CDs)
  - Advanced Audio Coding (AAC, M4A, M4B), AC3, AIFF, APE, ASF, (Anmerkung 1) Direct Stream Digital Format (DFF, DSF, ISO), DTS, FLAC, MIDI (auch MID, KAR, RMI), MKA, MP1, MP2, MP3 (auch MPGA), MP4, (Anmerkung 1) MPEG-DASH, Musepack (MPC, MP+), OFR, Ogg Vorbis (OGG, OGA), OpenMG Audio (OMA), Opus, SPX, TAK, TTA, WAV, WebM, WMA, WavPack (WV)
  - Trackerformate:
 IT, MO3, MOD, MTM, S3M, UMX, XM
  - Formate für Wiedergabelisten:
 CUE, M3U/M3U8, PLS, XSPF, WPL, ASX, Windows Media Audio Redirect (WAX), programmeigene Formate AIMPPL/AIMPPL4
- Ausgabemöglichkeiten:
 DirectSound, ASIO, WASAPI
- 32-bit-Klangwiedergabe
- 18-Band-Equalizer mit Klangeffekten:
 Echo, Hall, Reverb, Flanger, Chor, Bass, Echo-Verstärkung, Tempokontrolle und Stimmenfilter
- Direktes Laden der Musikdateien in den Arbeitsspeicher des PCs für unterbrechungsfreie Wiedergabe
- Internetradio:
  - Unterstützung von Streams im OGG-, OPUS-, WAV-, MP3-, AAC- und AAC+-Format
  - Verlustfreie Aufnahmefunktion für MP3-, AAC- und AAC+-Streams
  - Transkodierte Aufnahme in das APE-, FLAC-, MPC-, OGG-, OPUS-, WAV-, WV- oder WMA-Format
  - Last.fm-Scrobbler integriert
- Medienbibliothek mit Bewertungs- und Suchfunktion
- Integrierter Wiedergabelisten- und Tag-Editor
 Unterstützte Tag-Formate: APE, ID3v1, ID3v2, M4A, Vorbis, WMA
- Lesezeichen- und Wiedergabelisten-Erstellung:
  - Neben einem Import auch auf Basis von Dateiordnern oder von Medientags möglich
  - Streams können ebenfalls in Listen abgespeichert werden.
- Organisation der Wiedergabelisten in Tabs („multiple Wiedergabeliste“)
 Das ermöglicht neben der größeren Übersicht, dass Titel einer Wiedergabeliste abgespielt werden, während andere Listen bearbeitet werden können.
- Sortierung und Gruppierung innerhalb von Wiedergabelisten nach verschiedenen Kriterien möglich
- Titelsuche in allen geöffneten Wiedergabelisten
- Skinbare Benutzeroberfläche (viele zusätzliche Skins verfügbar)
- Darstellung im Miniplayerformat möglich
- Darstellung von Albumcovern (skinabhängig), Nachladen fehlender Cover aus dem Internet möglich
- Visualisierung (Vollbild und im Player); zusätzliche Visualisierungen als Plugin erhältlich, viele Sonique-Visualisierungen sind lauffähig.
- Audiokonverter:
  - Konvertierung in APE-, FLAC-, MP3-, MusePack-, OGG-, OPUS-, WAV-, WavPack- oder WMA-Format
  - Multithread-Encoding
  - Mehrere Konvertierungsmodi
  - Import von Audio-CDs
- Einfacher Spektrenanalysator
- Wecker/Sleeptimer mit Herunterfahren-Funktion
- Erweiterung durch Plugins (Winamp-Plugins sind zum Teil kompatibel) (Anmerkung 2)
- Konfigurierbare lokale und globale Hotkeys
- Physikalisches Löschen direkt aus dem Programm heraus möglich
- Mehrsprachige Benutzeroberfläche
- Mehrbenutzerfähig
- Portable Installation möglich

Die Android-Version bietet einige für Mobiltelefone spezifische Funktionen:
Android-Version
- Unterstützte Audiocodecs/Dateitypen:
  - Advanced Audio Coding (AAC, M4A, M4B), APE, Direct Stream Digital Format (DSF, DFF, ISO), FLAC, MP3 (auch MPGA), MP4, (Anmerkung 1) Musepack (MPC, MP+), Ogg Vorbis (OGG, OGA), Opus, TTA, WAV, WebM, WavPack (WV)
  - Trackerformate:
 IT, MO3, MOD, MTM, S3M, UMX, XM
  - Formate für Wiedergabelisten:
 CUE, M3U/M3U8, programmeigenes Format AIMPBPL
- Unterstützung von Mehrkanal-Audio:
  - Herunterskalierung von Audiodateien in Mehrkanalton zu Stereoton möglich
  - Herunterskalierung von Audiodateien in Stereoton zu Monoton (optional)
- 29-Band-Equalizer mit Selbstjustierung
- Internetradio:
 Unterstützung von Streams im M3U- und PLS-Format
- Auswahl einer Datei als Klingelton vom Player aus möglich

Dateien in den Formaten AAC, FLAC, M4A, MP3, OGG, OPUS, WAV
- Bedienung vom Mitteilungsschirm aus möglich (ab Android 3.0)
- Bedienung von dafür ausgerüsteten Kopfhörern aus möglich
- Integration in den Standard-Sperrschirm (ab Android v4.0)
- Widgets für den Desktop (5 Größen)
- Widget für Sperrschirm (ab Android v4.2)
- Wiedergabelistenfunktionen:
  - Neben Import auch Erstellung auf Basis von Dateiordnern möglich
  - „Multiple Wiedergabelisten“: Während die Titel einer Wiedergabeliste abgespielt werden, können andere Listen bearbeitet werden.
  - Sortierung und Gruppierung nach verschiedenen Kriterien möglich
  - Gefilterte Suche möglich
  - Fähigkeit zum Sharing von Audiodateien
  - Physikalisches Löschen direkt aus einer Wiedergabeliste möglich
- Darstellung von Albumcovern
- Skinbare Benutzeroberfläche, Auswahl zwischen einem hellen und einem dunklen Skin möglich (viele zusätzliche Skins verfügbar)
- Sleeptimer
- Mehrsprachige Benutzeroberfläche

“Alas, in the version 3.60 and higher, we had to give up part of API Winampa, as it prevented further development. Now you can connect only VST plug-ins through the plug.”

„Leider mussten wir in Version 3.60 und höher Teile der API von Winamp aufgeben, da sie die weitere Entwicklung verhinderten. Man kann jetzt nur noch VST-Plugins über den Pluginmanager aktivieren.“

“support of input plugins from winamp has been removed because this type of plugins does not support multi threading”

„Die Unterstützung für Eingabe-Plugins von Winamp wurde entfernt, da dieser Plugintyp kein Multithreading unterstützt.“

## AIMP Skin Editor
Es wird ein Editor als separates Programm bereitgestellt, mit dem eigene Skins erzeugt und – vorausgesetzt die entsprechende Projektdatei ist vorhanden – auch bestehende Skins bearbeitet werden können.